# Hongrie aux Jeux olympiques d'hiver de 2018
La Hongrie participe aux Jeux olympiques d'hiver de 2018 à Pyeongchang en Corée du Sud du 9 au 25 février 2018. Il s'agit de sa vingt-troisième participation à des Jeux d'hiver.
Lors de ces Jeux, la Hongrie remporte la première médaille d'or de son histoire aux Jeux olympiques d'hiver, lors de l'épreuve de relais 5 000 mètres hommes en  patinage de vitesse sur piste courte.

## Participation
Aux Jeux olympiques d'hiver de 2018, les athlètes de l'équipe de Hongrie participent aux épreuves suivantes : 
| Sport                                | Hommes | Femmes | Total |
| ------------------------------------ | ------ | ------ | ----- |
| Ski alpin                            | 2      | 2      | 4     |
| Ski de fond                          | 1      | 1      | 2     |
| Patinage artistique                  | 0      | 1      | 1     |
| Ski acrobatique                      | 0      | 1      | 1     |
| Patinage de vitesse sur piste courte | 5      | 5      | 10    |
| Patinage de vitesse                  | 1      | 0      | 1     |
| Total                                | 9      | 10     | 19    |